# Колачнянський потік
Колачнянський потік (словац. Kolačniansky potok) — річка; права притока Дрндави, протікає в окрузі Партизанське.
Довжина приблизно 4,0-4,5 км. Витік знаходиться в масиві Трибеч; схил гори Великий Врацов — на висоті приблизно 510 метрів. Впадає Врацовський потік.
Протікає територією сіл Колачно і Великі Угерці..